# Inezia tenuirostris
Inezia tenuirostris là một loài chim trong họ Tyrannidae.